# Église Sainte-Catherine de Livourne
L'église Sainte-Catherine de Livourne est l'une des églises catholique de la ville de Livourne, celle dédiée à sainte Catherine de Sienne ; elle est située Piazza dei Domenicani de la Venezia Nuova, le quartier du réseau de canaux-douves de la forteresse médicéenne.

## Histoire
Elle fut construite entre 1720 et 1869 sur les plans de l'architecte du baroque tardif toscan Giovanni del Fantasia.

## Architecture
Sa particularité tient dans son élévation octogonale sur une base carrée. La lanterne qui surmonte la coupole est due à Dario Giacomelli.

## Œuvres
- Le retable de Giorgio Vasari du Couronnement de la Vierge, en place depuis 1818 à la suite d'un don de la famille livournaise des Filicchi.

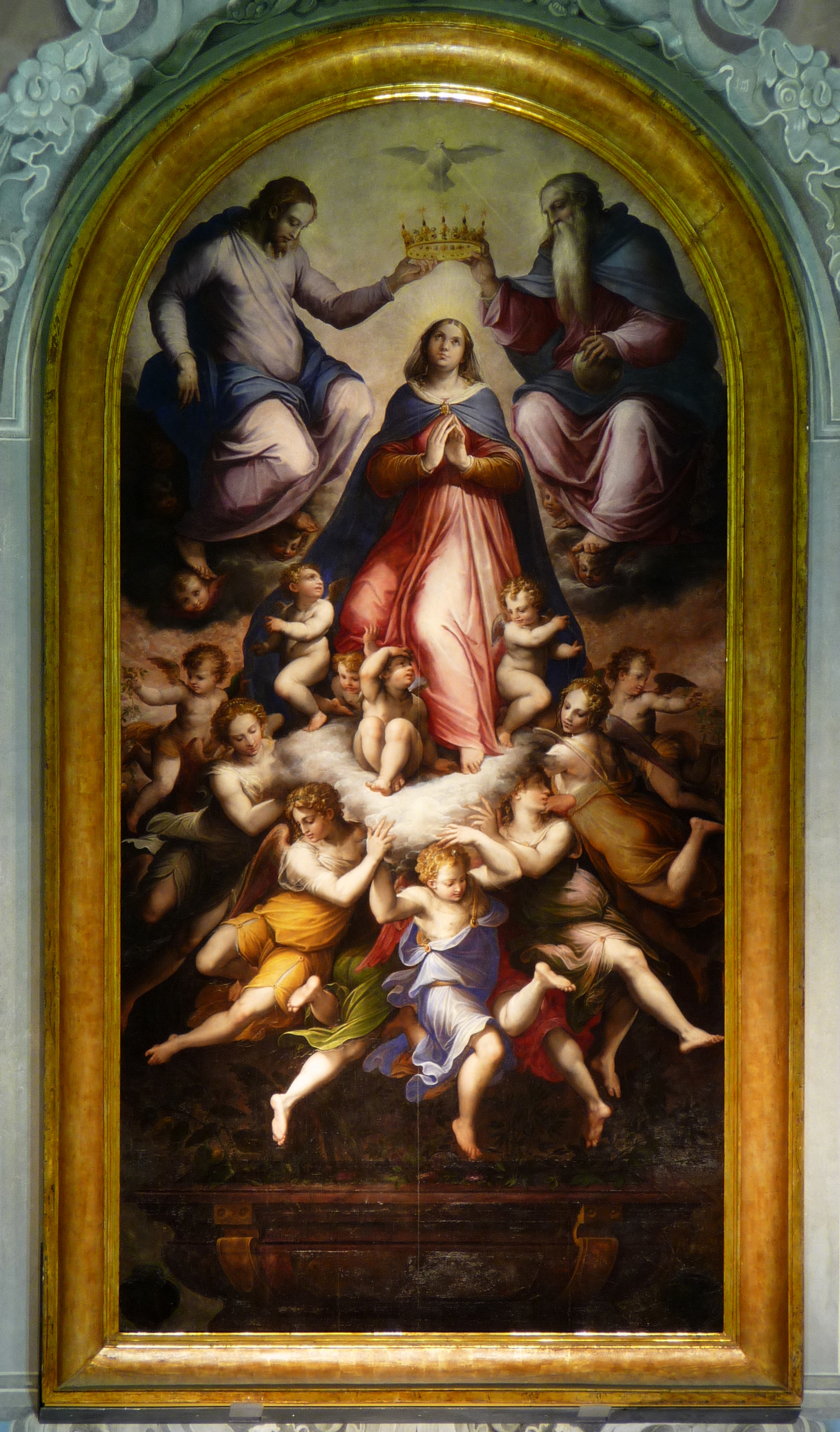
Retable de l'Incoronazione della Vergine de Giorgio Vasari.